# Loratospora
Loratospora is een geslacht van schimmels behorend tot de familie Planistromellaceae. De typesoort is Loratospora aestuarii.

## Soorten
Volgens Index Fungorum telt het geslacht drie soorten (peildatum februari 2022):
| Soortnaam               | Auteur(s)                              | Publicatiejaar |
| ----------------------- | -------------------------------------- | -------------- |
| Loratospora aestuarii   | Kohlm. & Volkm.-Kohlm.                 | 1993           |
| Loratospora arezzoensis | Bundhun, Wanas., R. Jeewon & K.D. Hyde | 2020           |
| Loratospora luzulae     | Jayasiri, Camporesi & K.D. Hyde        | 2015           |